# Xin đừng gác máy
Xin đừng gác máy (tiếng Trung: 保持通話, tiếng Anh: Connected, Hán-Việt: Bảo trì thành thoại) là một bộ phim điện ảnh thuộc thể loại hành động - bí ẩn - giật gân do Hồng Kông và Trung Quốc hợp tác sản xuất năm 2008. Là bản làm lại từ bộ phim gốc Cellular của Mỹ ra mắt năm 2004, tác phẩm do Trần Mộc Thắng viết kịch bản, làm đạo diễn và hợp tác sản xuất, với sự tham gia của dàn diễn viên chính gồm Cổ Thiên Lạc, Từ Hy Viên, Trương Gia Huy và Lưu Diệp. 
Bộ phim được ra mắt tại Hồng Kông từ ngày 25 tháng 9 năm 2008 và tại Việt Nam từ ngày 7 tháng 11 năm 2008. Dù được các nhà phê bình phim đánh giá khá cao, nhưng bộ phim chỉ thu được 13,64 triệu HKD so với kinh phí sản xuất lên đến 45 triệu HKD. Bộ phim đã giành giải Dựng phim xuất sắc nhất tại Giải thưởng Điện ảnh Hồng Kông lần thứ 28 và giải Kim Mã lần thứ 45, ngoài ra phim còn được đề cử các hạng mục cá nhân tại giải, trong đó có hạng mục Đạo diễn xuất sắc nhất.

## Nội dung
Chuyện phim xoay quanh ba con người với những hoàn cảnh khác nhau: Vương Hải Tình (Từ Hy Viên) là một nữ kỹ sư máy tính và là bà mẹ đơn thân của cô con gái nhỏ, A Bang (Cổ Thiên Lạc) là một ông bố trẻ “gà trống nuôi con” chuyên sống bằng nghề đòi nợ thuê, và Dư Chấn Huy (Trương Gia Huy), một viên cảnh sát hình sự đã “về vườn”. 
Vương Hải Tình đang lái xe trên đường thì bị một nhóm người bắt cóc. Nhóm bắt cóc, dẫn đầu bởi Hoắc Đức Năng, đưa cô đến một căn nhà hoang. Hải Tình đã sửa chữa một chiếc điện thoại rồi liên lạc được với A Bang, một người bố đơn thân làm nghề đòi nợ thuê. A Bang đã hứa sẽ gặp con trai mình ở sân bay trước khi cậu bé lên máy bay sang Úc.
Nhận được cuộc gọi của Hải Tình, A Bang đồng ý giúp cô. Đức Năng giết một người bạn của em trai Hải Tình, rồi đi bắt cóc Phương Như Đình, con gái cô. Hải Tình thuyết phục A Bang đến trường học đón Như Đình trước khi nhóm của Đức Năng đến, nhưng anh đã chậm một bước, Như Đình đã bị bắt đi. A Bang đuổi theo nhóm bắt cóc thì bị mất dấu. Sau đó anh tìm thấy khẩu súng của một người đồng nghiệp trong xe mình.
Thấy điện thoại sắp hết pin, A Bang vào cửa hàng điện thoại để mua bộ sạc pin. Anh bắn một phát súng xuống sàn để thúc giục người nhân viên bán hàng và lấy bộ sạc đi. Khi hình ảnh của A Bang bị quay lại bởi máy quay giám sát ở trường học và cửa hàng điện thoại, viên cảnh sát Dư Chấn Huy liền đến nhà Hải Tình để tìm hiểu sự việc. Tại đây, anh nói chuyện với Michelle, người đóng giả Hải Tình và cũng là thành viên trong nhóm bắt cóc. Trong khi đó, Đức Năng truy tìm Vĩ Kiện, em trai của Hải Tình, hiện đang nằm trong bệnh viện.
Chấn Huy thử gọi điện đến nhà Hải Tình, nhận ra Hải Tình là người nói tiếng Quan thoại trong khi người phụ nữ giả mạo lại nói tiếng Quảng Đông. Tại bệnh viện, A Bang phát hiện ra nhóm bắt cóc chính là đặc vụ Interpol. Chúng đã bắt được Vĩ Kiện và đưa anh ta đến một ngọn đồi nơi anh ta giấu một máy quay phim. A Bang xông vào giật chiếc máy quay và bỏ chạy, lúc này anh đã mất liên lạc với Hải Tình.
Chấn Huy lẻn vào nhà Hải Tình và bắn chết Michelle sau một trận ẩu đả với cô ta. Tại nhà hoang, Hải Tình giết được một tên đặc vụ rồi dẫn con gái bỏ chạy nhưng đã bị bắt lại. A Bang xem đoạn phim trong máy quay thì thấy cảnh Đức Năng hành quyết bọn tội phạm buôn ma túy và cướp số hàng của chúng, việc này cho thấy nhóm của hắn là cảnh sát bẩn. Vụ việc trên được Vĩ Kiện quay phim lại, và bây giờ bọn đặc vụ muốn hủy bằng chứng và thủ tiêu nhân chứng. A Bang gọi cho Đức Năng, bảo hắn gặp anh ở sân bay để trao đổi bằng chứng và con tin.
Tại sân bay, A Bang yêu cầu Đức Năng thả gia đình Hải Tình ra trước. Anh bị nhóm của Đức Năng truy đuổi, Chấn Huy cũng đến giúp anh bỏ chạy. Nhóm của Đức Năng sau đó bị bắt giữ bởi lực lượng cảnh sát do Thanh tra Trương dẫn đầu. A Bang đưa chiếc máy quay cho Trương, rồi nhận ra hắn có thông đồng với Đức Năng, vụ bắt giữ chỉ là màn kịch đánh lừa anh. A Bang và Chấn Huy cùng nhau chiến đấu chống lại bọn cảnh sát bẩn. Chấn Huy bắn chết Trương khi hắn dùng xe nâng hạ tấn công anh. Đức Năng chết do rơi khỏi giàn giáo. Trước đó A Bang đã sao chép đoạn phim vào điện thoại của mình rồi gửi nó đến đồn cảnh sát. Ở bãi đậu xe, các cảnh sát tìm thấy gia đình Hải Tình. Chấn Huy tạm biệt A Bang và ra về. A Bang và Hải Tình gặp nhau trực tiếp lần đầu tiên, Hải Tình nói lời cảm ơn A Bang. A Bang gặp con trai mình, giữ đúng lời hứa với cậu bé.

## Diễn viên
- Cổ Thiên Lạc trong vai A Bang
- Từ Hy Viên trong vai Vương Hải Tình
- Trương Gia Huy trong vai Dư Chấn Huy
- Lưu Diệp trong vai Hoắc Đức Năng
- Trương Triệu Huy trong vai Thanh tra Trương
- Trần Tuệ San trong vai chị của A Bang
- Phàn Thiếu Hoàng trong vai Đặc vụ Đường
- Trần Gia Lạc trong vai Vương Vĩ Kiện
- Trần Thi Huệ trong vai Phương Như Đình
- Ankie Beilke trong vai Michelle
- Cung Bội Tất trong vai vợ của Dư Chấn Huy (vai diễn khách mời)
- Vương Tổ Lam trong vai nhân viên cửa hàng điện thoại (vai diễn khách mời)
- Cốc Đức Chiêu trong vai người lái xe mui trần (vai diễn khách mời)